# Torbiel skrzelopochodna
Torbiel skrzelopochodna (torbiel boczna szyi, torbiel branchiogenna), łac. cystis branchiogenes, ang. branchial cleft cyst) – wada rozwojowa powstająca na skutek nieprawidłowego zamykania się kieszonek skrzelowych podczas embriogenezy. 

## Etiologia
Torbiel skrzelopochodna wywodzi się z pozostałości łuków skrzelowych. U 6-tygodniowego ludzkiego zarodka obecnych jest pięć par kieszonek skrzelowych, z których następnie rozwijają się narządy głowy, szyi i klatki piersiowej. Wywodzące się z ich pozostałości torbiele leżą na przednio-bocznej powierzchni szyi (torbiel boczna szyi – cystis colli lateralis) lub w śliniance przyusznej. Dokładna lokalizacja torbieli zależy od kieszonki skrzelowej, z której dana torbiel się wywodzi. Torbiele wywodzące się z I kieszonki znajdują się w okolicy przedusznej lub poza tylną połową żuchwy; mogą mieć połączenie
z przewodem słuchowym zewnętrznym. Torbiele z II kieszonki występują na przednim brzegu i w połowie długości mięśnia mostkowo-obojczykowo-sutkowego i niekiedy łączą się drożnym przewodem z gardłem. Torbiele z III i IV kieszonki znajdują się nad mostkiem lub obojczykiem. Pozostałości przetrwałego ciałka pozaskrzelowego (ultimobranchial body) z kieszonki IV – V (według niektórych autorów u człowieka V para kieszonek nie występuje, obecna jest w postaci szczątkowej lub stanowi część IV pary) znajdywane są w tarczycy w postaci fragmentów chrząstki lub tkanki grasicy.

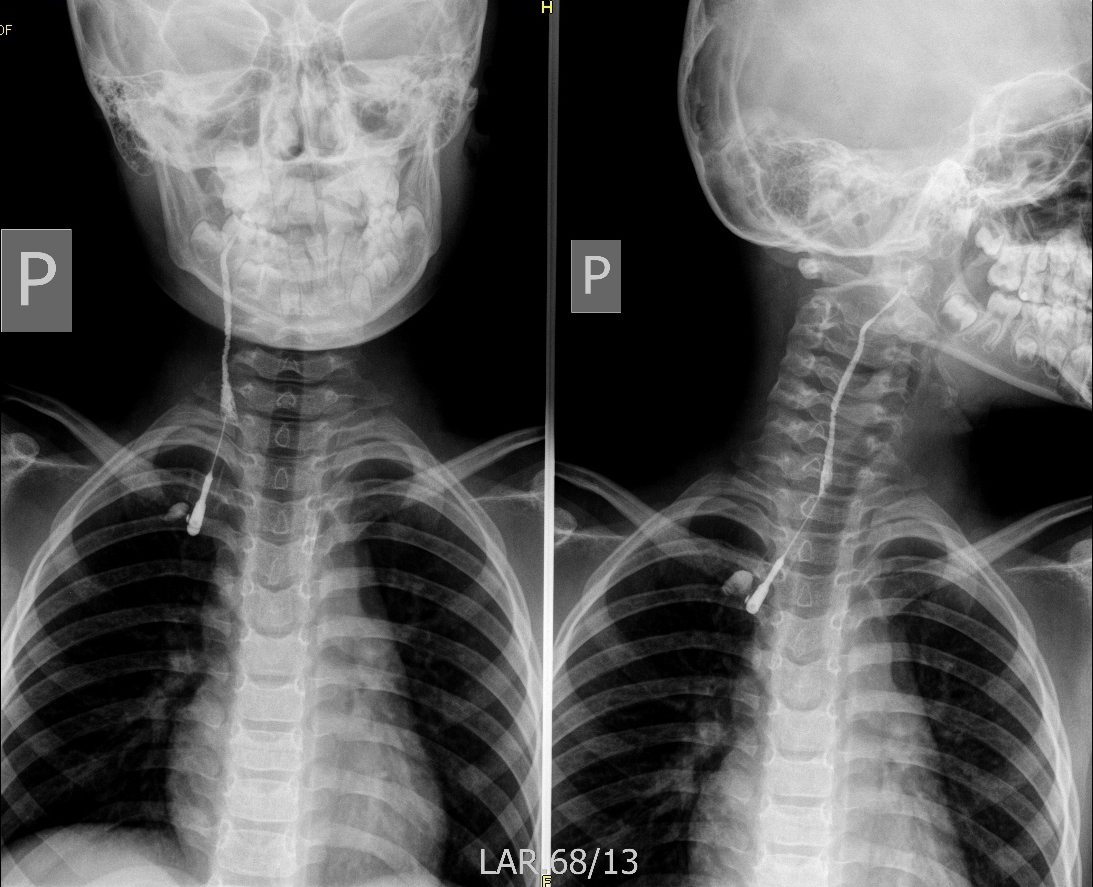
Obustronne wrodzone przetoki skrzelopochodne fistulografia strona prawa

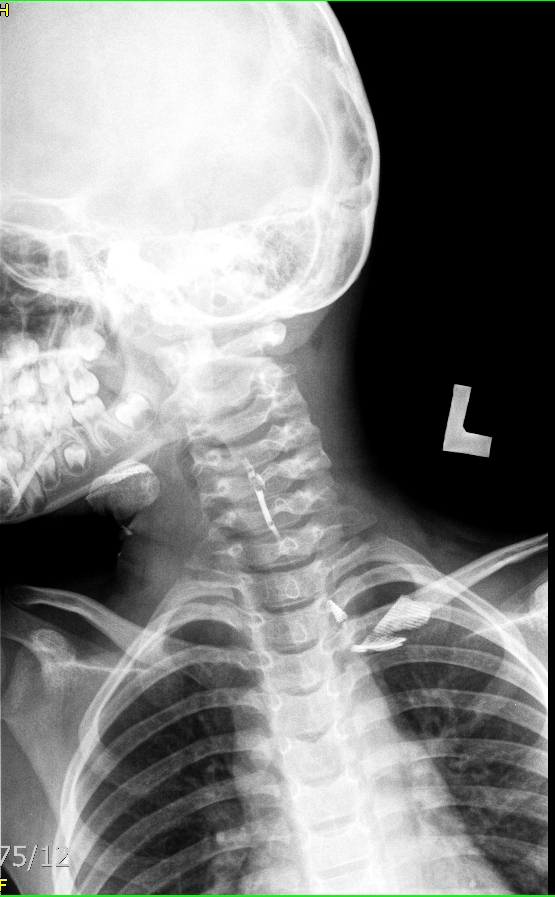
Strona lewa

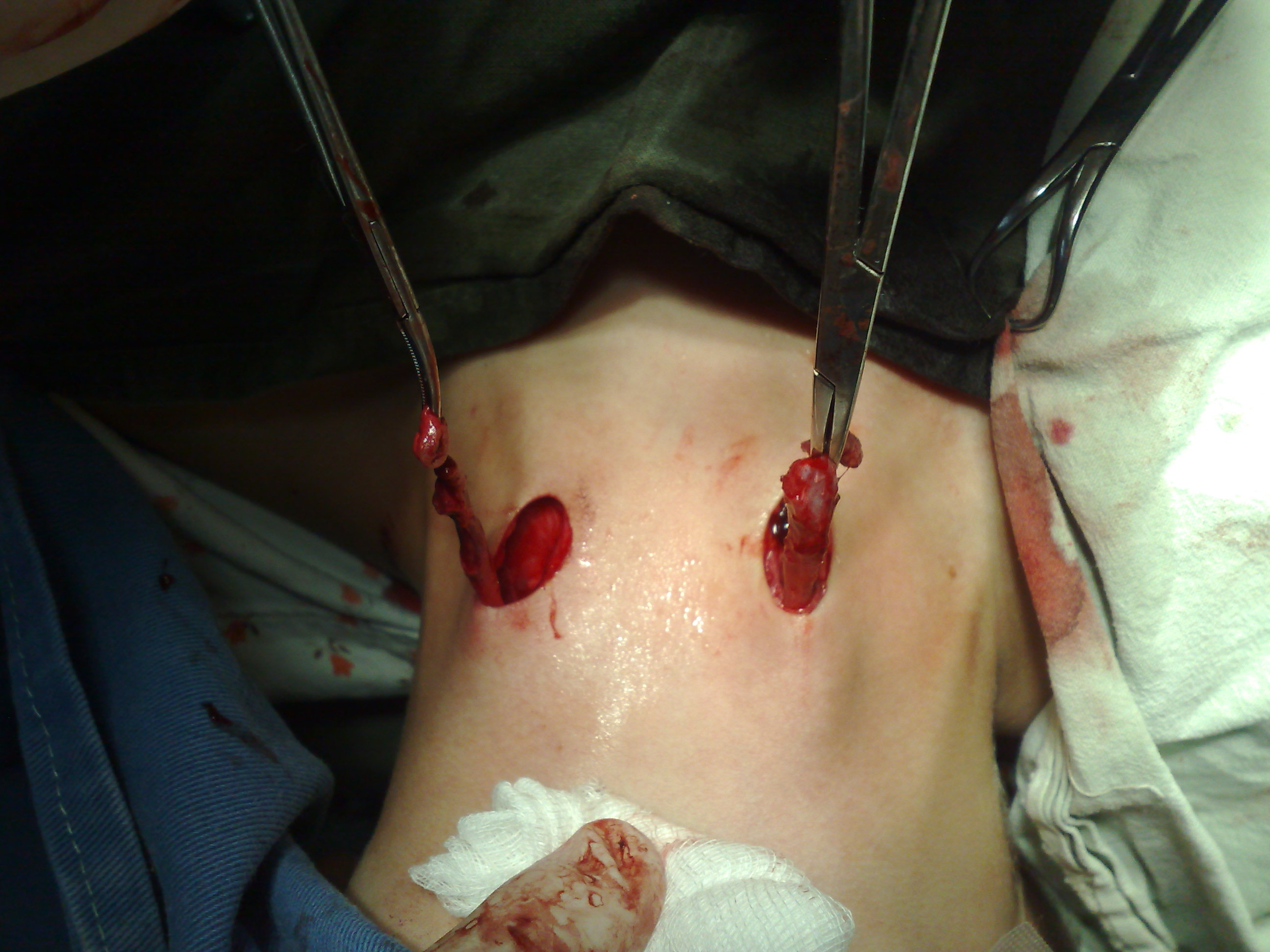
Śródoperacyjnie

## Objawy i przebieg
Objawy zależą do położenia torbieli i od jej ewentualnego zakażenia. U niemowląt objawami są zaburzenia oddychania i stridor przy ucisku na oskrzela i tchawicę, i (lub) dysfagia przy ucisku na przełyk. Torbiel skrzelopochodna oprócz samej obecności guza na szyi nie daje innych objawów. Objawy zakażenia torbieli to gorączka, ból, zaczerwienienie i obrzęk skóry szyi nad torbielą. Rzadko występuje kaszel.

## Diagnostyka
W badaniu histopatologicznym, torbiel skrzelopochodna wysłana jest urzęsionym nabłonkiem i wypełniona bogatą w białko treścią śluzową. Przy współistniejącym wtórnym zakażeniu w świetle torbieli stwierdza się treść ropną. W tych przypadkach skóra szyi nad torbielą ulega obrzękowi i zaczerwienieniu. Czasami torbiel może przebić się na zewnątrz- na powierzchnię skóry szyi. Torbiele wyścielone są nabłonkiem wielowarstwowym płaskim rogowaciejącym (miejscowo niekiedy nabłonkiem walcowatym migawkowym), pod którym widoczny jest gęsty naciek z limfocytów z ośrodkami rozmnażania grudek chłonnych.
Badania obrazowe pomocne w diagnostyce torbieli skrzelopochodnej to: USG szyi oraz TK, w której torbiel ma postać cienia okrągłego, wewnątrz znajduje się płyn o gęstości odpowiadającej wydzielinie śluzowej.

## Różnicowanie
Diagnostyka różnicowa torbieli obejmuje przede wszystkim przerzuty wysokodojrzałego raka płaskonabłonkowego do węzłów chłonnych, ze zmianami martwiczo-torbielowatymi. Szczególnie w materiale z biopsji aspiracyjnej cienkoigłowej (która powinna być wykonana w każdym przypadku zmiany torbielowatej szyi) komórki wysokodojrzałego rogowaciejącego raka płaskonabłonkowego mogą być łudząco podobne do komórek nabłonka wielowarstwowego płaskiego złuszczonego ze ściany torbieli. Przerzuty torbielowate do węzłów chłonnych szyi pochodzą najczęściej z raka migdałka podniebiennego i raka tarczycy.
Przypadki pierwotnego raka płaskonabłonkowego który rozwinął się w torbieli skrzelopochodnej są niezwykle rzadkie. Dlatego w każdym przypadku raka płaskonabłonkowego stwierdzonego w torbielowatej zmianie na szyi, należy drobiazgowo poszukiwać punktu wyjścia, którym może być m.in. drobne utajone ognisko w migdałku lub w nosogardle. W tych przypadkach oprócz samej resekcji torbieli wykonuje się także rutynowo tonsilektomię.

## Leczenie
Leczeniem z wyboru jest operacyjne wycięcie torbieli. Nawroty torbieli zdarzają się i są wynikiem jej niedoszczętnego usunięcia. Nie operuje się torbieli w ostrym stanie zapalnym. Po leczeniu antybiotykiem i ustąpieniu objawów zapalenia przystępuje się do resekcji torbieli.